# Chen Zhong
Chen Zhong (Honã, 22 de novembro de 1982) é uma ex-taekwondista chinesa.
Chen Zhong competiu nos Jogos Olímpicos de 2000, 2004 e 2008, na qual conquistou a medalha de ouro nas edições de 2000 e 2004.